# The Dome and Exhibition Complex
The Dome and Exhibition Complex ist ein Veranstaltungskomplex bestehend aus mehreren Mehrzweckhallen im Olympic Park der australischen Millionenstadt Sydney, Hauptstadt des Bundesstaats New South Wales. Jährlich finden hier Teile der Sydney Royal Easter Show, eine Landwirtschaftsshow, Jahrmarkt und Messe, statt.

## Geschichte
Anlässlich der Olympischen Sommerspiele 2000 wurde im Mai 1998 mit den Bauarbeiten der Halle begonnen. Im Januar des Folgejahres wurden diese fertiggestellt.
The Dome hat einen kreisförmigen Grundriss, ist bis zu 42 m hoch und verfügt über eine Grundfläche von 7.200 m². Durch die angrenzenden Messehallen 2, 3 und 4 kann diese auf 21.600 m² erweitert werden.
Während der Olympischen Spiele fanden im gesamten Komplex Wettkämpfe statt. The Dome war Schauplatz der Basketballspiele und der Endspiele im Handball. In der danebenliegenden Messehalle 2 fanden alle weiteren Handballspiele und die Schieß- und Fechtwettbewerbe des Modernen Fünfkampfs statt. In der Messehalle 3 wurden die Wettbewerbe im Badminton und in der Rhythmischen Sportgymnastik ausgetragen. Die Messehalle 4 war Spielstätte für die beiden Volleyballturniere. 
Die Gesamtkapazität des Komplexes bot während den Spielen 28.000 Plätze.
- The Dome: 10.000 Plätze
- Messehalle 2: 6000 Plätze (Handball, Moderner Fünfkampf)
- Messehalle 3: 6000 Plätze (Badminton, Rhythmische Sportgymnastik)
- Messehalle 4: 6000 Plätze (Volleyball)